# Getto w Przemyślu
Getto w Przemyślu – getto żydowskie utworzone przez Niemców w Przemyślu, istniejące w latach 1940–1943.

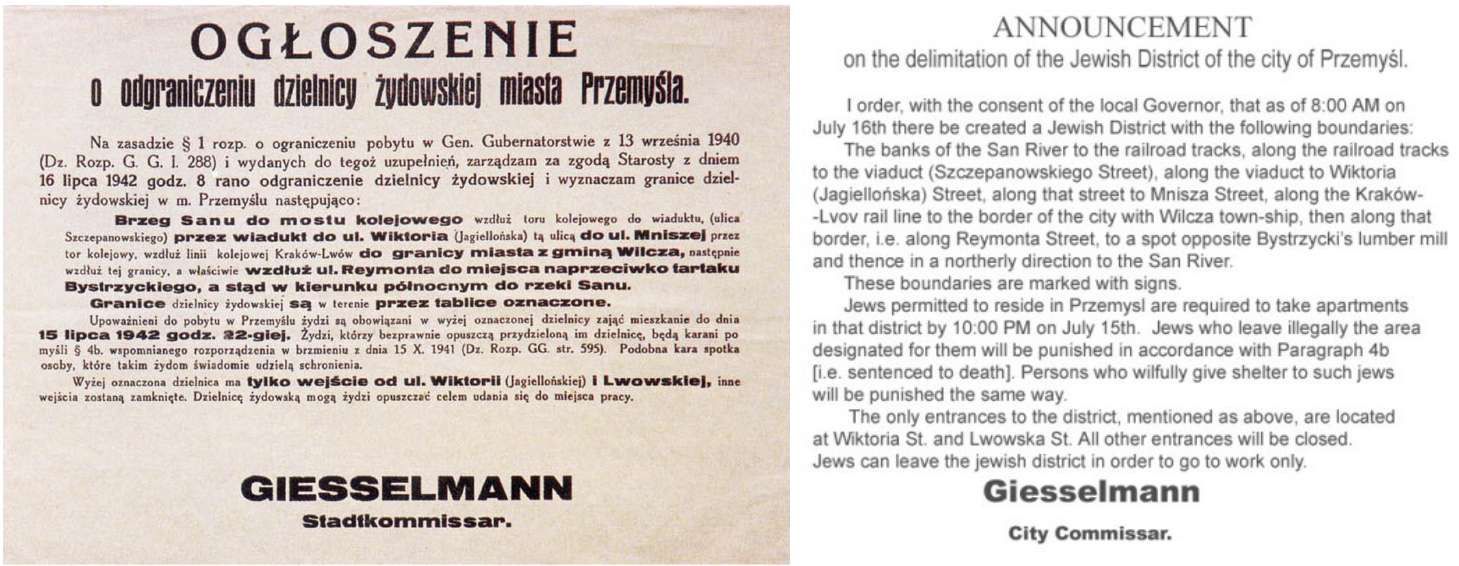
Ogłoszenie o utworzeniu getta żydowskiego w Przemyślu

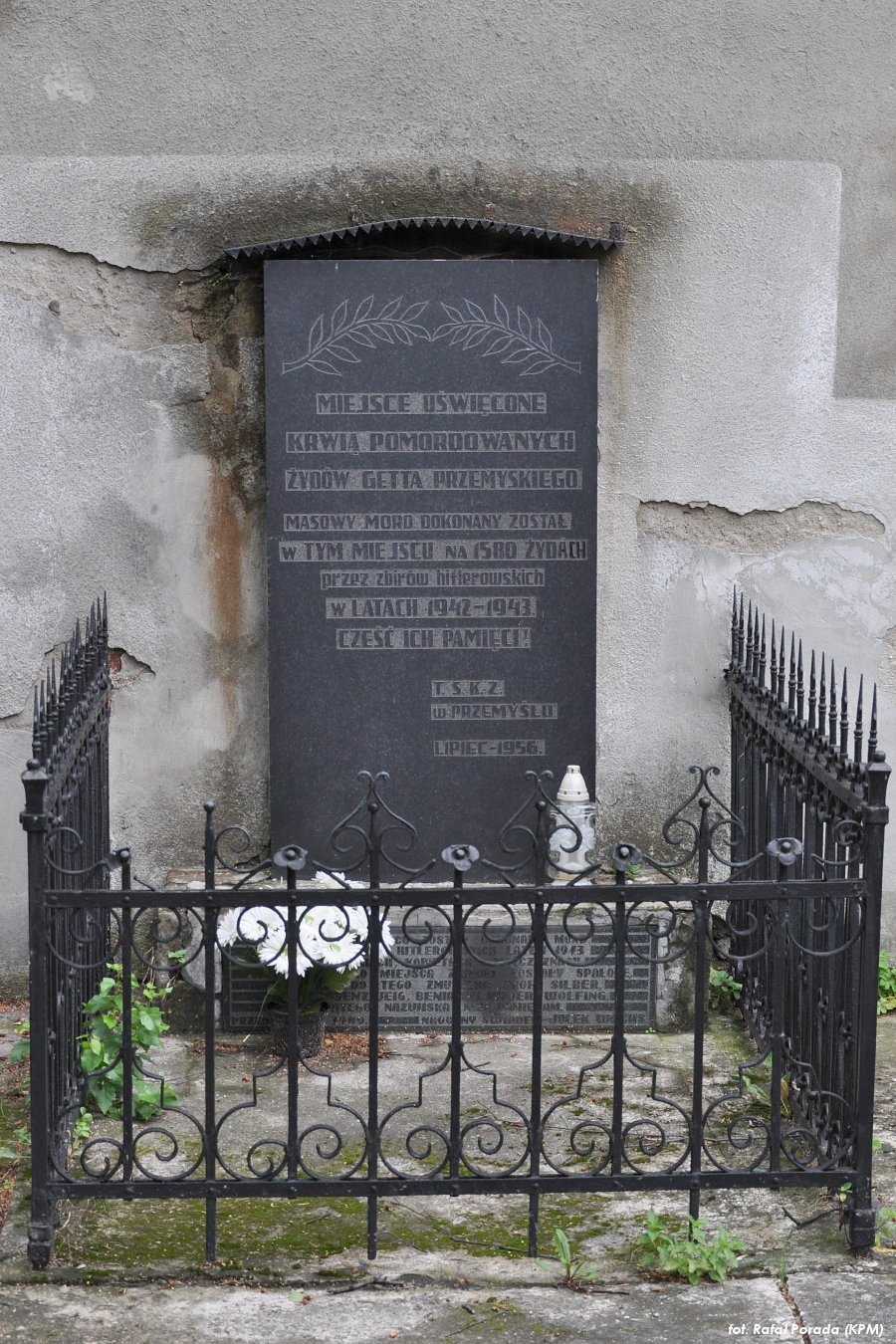
Tablica pamiątkowa znajdująca się na zapleczu budynku przy ul. Kopernika 14 będącego siedzibą Judenratu

## Historia
Pierwsze getto w Przemyślu zostało utworzone w niemieckiej części miasta, na Zasaniu, przy ul. Dolińskiego 11 i 13, w 1940 roku. Zostało ono zlikwidowane 3 czerwca 1942, a jego więźniowie rozstrzelani w forcie „Łętownia”.
Po wybuchu wojny radziecko-niemieckiej i zajęciu 24 czerwca 1941 całego miasta, utworzono w jesieni 1941 w centrum miasta, w dzielnicy Garbarze, osobną ogrodzoną drutem kolczastym żydowską dzielnicę, w której znalazło się około 17,5 tysiąca przemyskich Żydów. 20 czerwca 1942 około tysiąca osób z tej dzielnicy wysłano do Obozu Janowskiego.
16 lipca 1942 zarządzeniem komisarza miasta Bernharda Giesselmanna utworzono getto. Do getta prowadziły dwie bramy: od Kamiennego Mostu oraz od ulicy Wincentego Pola. Komendantem getta został SS-Unterscharführer Josef Schwammberger. 27 lipca starosta przemyski F. Heinisch nakazał przesiedlenie do getta przemyskiego wszystkich Żydów zamieszkałych w powiecie przemyskim. Einsatzgruppen likwidowały na miejscu starców, niepełnosprawnych oraz część kobiet i dzieci, do getta wysyłano tylko zdrowych i zdolnych do pracy. Tak zginęło w Birczy około 2000 Żydów z kilku okolicznych gmin, podobne masakry odbyły się Rybotyczach, Dobromilu, Medyce, i kilku innych miasteczkach.
Do sierpnia 1942 do obozu śmierci w Bełżcu wysłano w 3 transportach 12,5 tysiąca osób, a ponad tysiąc zabito w forcie „Helicha” lub na miejscu. Później dokonano „selekcji” żydowskiego szpitala, mordując część pacjentów, a resztę wraz z personelem wysyłając do obozu w Bełżcu. Po tych zbrodniach liczba Żydów w getcie zmalała do 5 tysięcy, więc getto zmniejszono, dzieląc je dodatkowo na dwie części: A (dla pracujących) i B (dla niepracujących).
11 września 1943 getto formalnie zlikwidowano, a 3,5 tysiąca ostatnich mieszkańców wysłano do obozu koncentracyjnego Auschwitz, 500 do obozu w Szebniach, 100 do obozu pracy w Stalowej Woli, a 115 osób rozstrzelano. Ciała pomordowanych spalono na miejscu, a prochy wrzucono do Sanu.